# ホ・ギュン 朝鮮王朝を揺るがした男
『ホ・ギュン 朝鮮王朝を揺るがした男』（ホ・ギュン ちょうせんおうちょうをゆるがしたおとこ、原題：『雷鳴』（らいめい）、천둥소리）は、2000年から2001年にかけて、韓国KBSで放送されたテレビドラマ。日本では2010年3月25日から6月14日にかけてBS朝日で放送された。

## 概要
このドラマは李氏朝鮮時代の古典『洪吉童伝』の作者で、庶子をはじめ女性や最下級の平民の人権を訴え、波乱の生涯を送ったホ・ギュン（許筠）を取り上げた作品である。主演はチェ・ジェソン。

## 出演
- 許筠（ホ・ギュン)：チェ・ジェソン
- 許蘭雪軒（ホ・ナンソロン）：ハ・ダソム
- 李達（イ・ダル）：チョン・ドンファン
- クォン・ピル：キム・ミョンス
- イ・ジェヨン：パク・ジンソン
- ソンオク：チェ・ジョンユン
- 李爾瞻（イ・イチョム）：ソン・ドンヒョク
- 光海君：キム・ジェスン

## スタッフ
- 脚本：ソン・ヨンモク
- 演出：イ・サンウ